# Amjad Attwan
Amjad Attwan (Kut, Irak; 12 de marzo de 1997) es un futbolista iraquí. Juega de centrocampista y su equipo actual es el Zakho SC de la Liga Premier de Irak. Es internacional absoluto por la selección de Irak desde 2016.

## Selección nacional
Formó parte de la selección sub-23 de Irak que disputó los Juegos Olímpicos de Río de Janeiro 2016.
Debutó con la selección de Irak el 18 de marzo de 2016 ante Siria por un encuentro amistoso.

### Participaciones en juveniles
| Copa                                    | Sede                   | Resultado        |
| --------------------------------------- | ---------------------- | ---------------- |
| Copa Mundial de Fútbol Sub-17 de 2013   | Emiratos Árabes Unidos | Fase de grupos   |
| Campeonato Sub-23 de la AFC 2016        | Catar                  | Tercer lugar     |
| Juegos Olímpicos de Río de Janeiro 2016 | Brasil                 | Fase de grupos   |
| Campeonato Sub-23 de la AFC 2018        | China                  | Cuartos de final |

### Participaciones en copas continentales
| Copa                               | Sede                   | Resultado        |
| ---------------------------------- | ---------------------- | ---------------- |
| Copa de Naciones del Golfo de 2017 | Kuwait                 | Semifinales      |
| Copa Asiática 2019                 | Emiratos Árabes Unidos | Octavos de final |
| Copa de Naciones del Golfo de 2019 | Catar                  | Semifinales      |
| Copa Árabe de la FIFA 2021         | Catar                  | Fase de grupos   |
| Copa de Naciones del Golfo de 2023 | Irak                   | En desarrollo    |

## Clubes
| Club          | País   | Año           |
| ------------- | ------ | ------------- |
| Al-Kut        | Irak   | 2013-2014     |
| Karbalaa      | Irak   | 2014          |
| Naft Al-Wasat | Irak   | 2014-2015     |
| Al-Shorta     | Irak   | 2015-2016     |
| Naft Al-Wasat | Irak   | 2016-2017     |
| Al-Najaf      | Irak   | 2017-2018     |
| Al-Shorta     | Irak   | 2018-2020     |
| Al-Kuwait     | Kuwait | 2020          |
| Al-Shorta     | Irak   | 2020-2021     |
| Al-Shamal     | Catar  | 2021-2023     |
| Zakho SC      | Irak   | 2023-presente |

## Palmarés

### Títulos nacionales
| Título                      | Club          | País   | Año     |
| --------------------------- | ------------- | ------ | ------- |
| Liga Premier de Irak        | Naft Al-Wasat | Irak   | 2014-15 |
| Liga Premier de Irak        | Al-Shorta     | Irak   | 2018-19 |
| Supercopa de Irak           | Al-Shorta     | Irak   | 2019    |
| Liga Premier de Kuwait      | Al-Kuwait     | Kuwait | 2019-20 |
| Copa de la Corona de Kuwait | Al-Kuwait     | Kuwait | 2019-20 |